# People Are People
Singles de Depeche Mode
Love, in Itself
(1983) Master and Servant
(1984)
Pistes de Some Great Reward
Lie to Me It Doesn't Matter
People Are People est une chanson du groupe Depeche Mode composée par Martin Gore. Elle figure sur l'album Some Great Reward. Elle est d'abord éditée en single par Mute Records le 12 mars 1984, six mois avant la sortie de l'album. En face B se trouve In Your Memory, une chanson signée Alan Wilder.
Le disque se classe à la 4e place des charts britanniques et est no 13 aux États-Unis dans le Billboard Hot 100. C'est la meilleure position atteinte par le groupe anglais dans leur propre pays et leur premier titre classé dans le hit-parade américain. Mais ce single représente aussi pour DM son premier titre figurant au sommet d'un hit-parade, puisqu'il est no 1 en Allemagne où Depeche Mode connait un succès retentissant. Il atteint la 2e place en Irlande ainsi qu'en Pologne, deux pays où la formation anglaise rencontre là aussi un réel succès.
C'est ce titre qui permit à Depeche Mode d'acquérir une renommée désormais internationale.
L'équipe du Rock and Roll Hall of Fame a sélectionné People Are People pour faire partie de la liste des 660 « chansons qui ont façonné le rock 'n' roll ».

## Historique
People Are People est l'œuvre de Martin Gore, mais l'air dansant de la chanson est à mettre au crédit d'Alan Wilder. Alan a écrit la face B In Your Memory. Chaque chanson a son remix, respectivement le "Different Mix" et "Slik Mix" (ce dernier est parfois incorrectement nommé "Slick Mix").
Le clip vidéo a été réalisé par Clive Richardson et existe en deux versions. La première faite pour la "version single", tandis qu'une autre a été réalisée avec le "Different Mix". Le clip contient des images de scènes de guerre, montées avec des images du groupe à bord du HMS Belfast. La vidéo du "Different Mix" apparait sur la compilation Some Great Videos.
Malgré le succès de People Are People, Martin Gore n'apprécie finalement guère cette chanson qu'il considère comme étant l'une de ses plus faibles compositions. Il préfère que ses chansons aient des significations plus subtiles afin que chacun puisse les interpréter à sa propre façon, et donc il considère que People Are People ne correspond pas à cela. Ce titre n'a plus été joué en live depuis 1988.
Le thème de la chanson est la haine et l'incompréhension d'autrui, et le fait qu'avant tout "les gens sont ce qu'ils sont (People are People)".
Aux États-Unis et au Canada, un album éponyme, People Are People, fut publié avec plusieurs chansons qui n'étaient pas sorties auparavant dans ces pays.
En 2012, ce titre est utilisé dans une publicité pour la Volkswagen Golf VII dans laquelle apparaît Dave Gahan.

## Liste des chansons

### Vinyle 7": Mute / Bong5 (UK) & Sire / 7-29221 (US)
1. People Are People – 3:43
2. In Your Memory – 4:01

### Vinyle 12": Mute / 12Bong5 (UK)
1. People Are People (Different Mix) – 7:11
2. In Your Memory (Slik Mix) – 8:12

### L12": Mute / L12Bong5 (UK)
1. People Are People (On-USound Mix) – 7:30 (remixé par Adrian Sherwood)
2. People Are People – 3:43
3. In Your Memory – 4:01

### Vinyle 12": Sire / 0-20214 (US)
1. "People Are People (Different Mix) – 7:11
2. People Are People (On-USound Mix) – 7:30
3. In Your Memory – 4:01

In Your Memory est incorrectement référencé sous le nom de "Slik Mix Edit".

### CD: Mute / CDBong5 (UK)
1. People Are People – 3:43
2. In Your Memory – 4:01
3. People Are People (Different Mix) – 7:11
4. In Your Memory (Slik Mix) – 8:12

Le single CD est sorti en 1991 dans le cadre d'une compilation.

## Classements
| Hit parade (1984–1985)                     | Meilleure position |
| ------------------------------------------ | ------------------ |
| Allemagne                                  | 1                  |
| Australie                                  | 25                 |
| Autriche                                   | 6                  |
| Belgique (Flandres)                        | 3                  |
| Canada (RPM 100 Singles)                   | 15                 |
| États-Unis (Billboard Hot 100)             | 13                 |
| États-Unis (Billboard Hot Dance Club Play) | 44                 |
| Irlande                                    | 2                  |
| Italie                                     | 20                 |
| Norvège                                    | 10                 |
| Pays-Bas                                   | 8                  |
| Pologne                                    | 2                  |
| Suède                                      | 15                 |
| Suisse                                     | 4                  |
| Royaume-Uni                                | 4                  |

- Aux États-Unis, People Are People a d'abord connu un important succès sur les ondes radiophoniques, notamment celles des College radios, ainsi que dans les night clubs ; ce titre ne fut publié en single et mis en vente que plus tard et se classa alors dans le Top 20 américain durant l'été 1985, soit plus d'un an après sa sortie initiale (il en est de même au Canada où ce titre y atteint le Top 20 à la même période).

## Reprises
People Are People a été repris pour la première fois par l'allemand Götz Alsmann en 1985. Plus tard, c'est A Perfect Circle qui a repris la chanson dans leur album eMOTIVe, tout comme Dope sur leur album de 2005 American Apathy, ou encore RuPaul sur son album de 2004 Red Hot. La version de RuPaul est avec Tom Trujillo et a été sorti en single le 26 janvier 2006. Le single a atteint la 10e place au maximum au classement Billboard Hot Dance Music/Club Play.  Le groupe Code of Ethics a aussi sorti sa version sur leur album Lost in Egypt.
Le groupe de metal gothique Atrocity a aussi enregistré une reprise pour leur album de reprises Werk 80 II.